# Malin 2
Malin 2 – duża galaktyka spiralna (jest kilkakrotnie większa od Drogi Mlecznej) o bardzo niskiej jasności powierzchniowej.
Została odkryta w 1988 roku. Znajduje się w odległości około 656 milionów lat świetlnych od Ziemi i oddala się z prędkością prawie 14 tysięcy km/s.